# Тырничени
Тырничени (болг. Търничени) — село в Болгарии. Находится в Старозагорской области, входит в общину Павел-Баня. Население составляет 862 человека.

## Политическая ситуация
В местном кметстве Тырничени, в состав которого входит Тырничени, должность кмета (старосты) исполняет Ахмед Ибрям Ходжа (коалиция 2 партий: Болгарский земледельческий народный союз (БЗНС) и Союз демократических сил (СДС)) по результатам выборов правления кметства.
Кмет (мэр) общины Павел-Баня — Станимир Христов Радевски (инициативный комитет) по результатам выборов в правление общины.